# Tunel Seikan

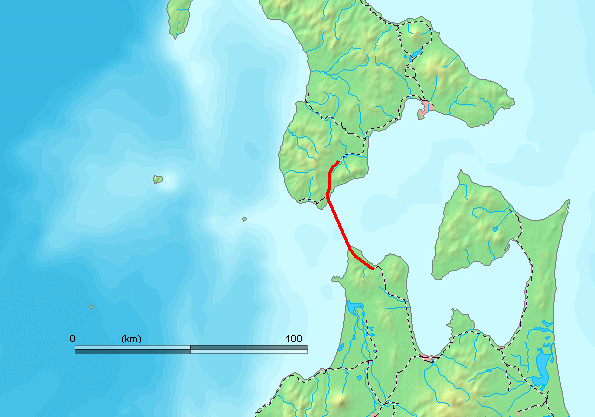
Trasa tunelu Seikan

Tunel Seikan (japonsky: 青函トンネル, Seikan tonneru nebo 青函隧道, Seikan zuidó) je tunel nacházející se pod Cugarským průlivem oddělujícím ostrovy Honšú na jihu a Hokkaidó na severu.
Tento tunel je s délkou 53,85 km (z toho 23,3 km pod mořským dnem) a podmořskou hloubkou okolo 100 m po Gotthardském tunelu druhým nejdelším tunelem na světě. Jeho podmořská část, dlouhá 23,3 km je ale až druhá nejdelší, za podmořskou částí Eurotunelu dlouhou 37,9 km (s celkovou délkou tunelu 50,5 kilometrů) pod Lamanšským průlivem. Je ovšem také mnohem hlubší – až 240 m pod hladinou a asi 100 m pode dnem moře – oproti 75 metrům pod hladinou u Eurotunelu. Samou délkou byly oba překonány v roce 2016 novým Gotthardským úpatním tunelem s 57 km délky a maximální mocností nadloží 2 300 m.